# Turo Pedretti

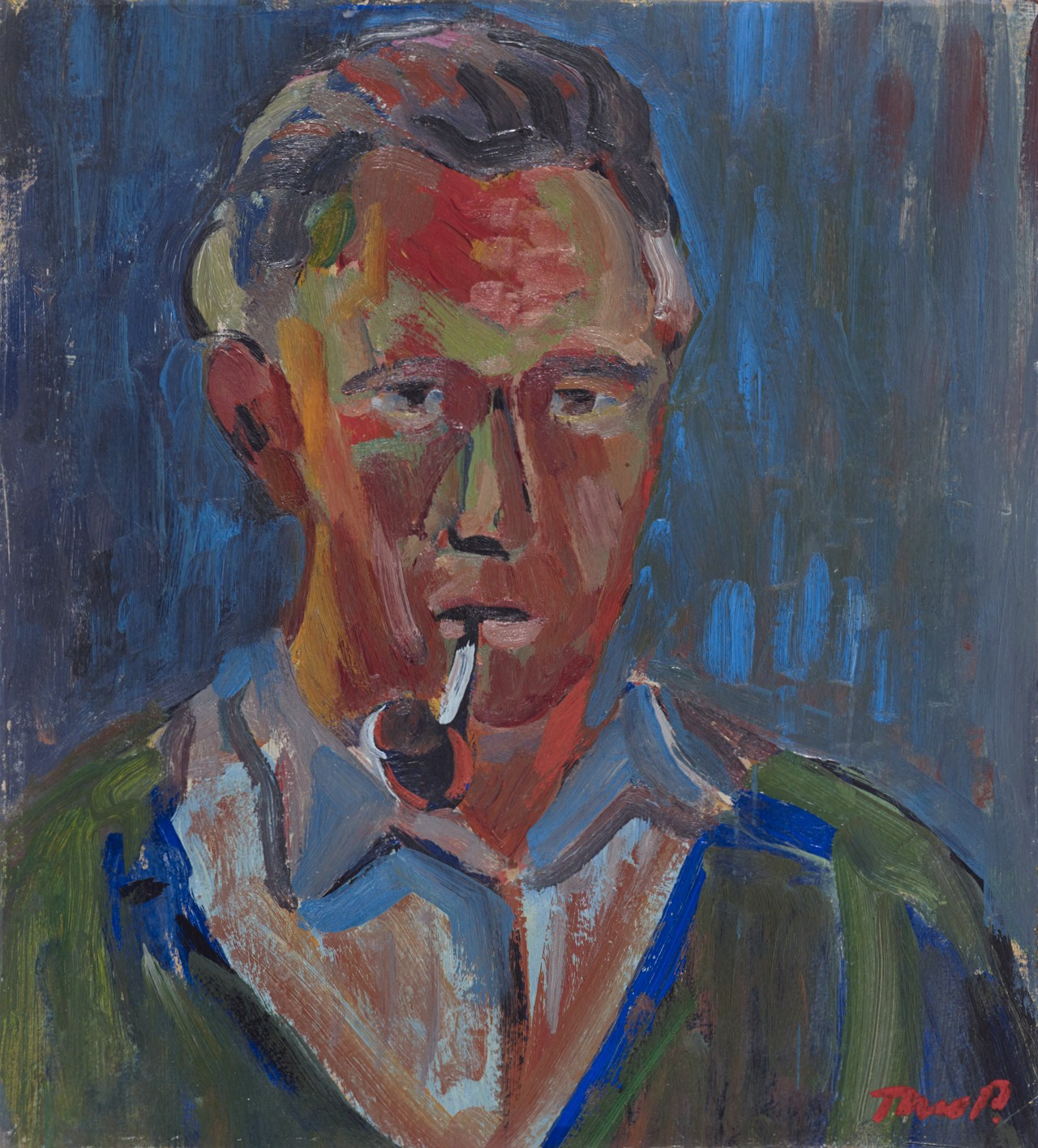
Turo Pedretti: Selbstbildnis im dunklen Zimmer (1959)

Arturo «Turo» Pedretti (* 7. Dezember 1896 in Samedan; † 17. Juli 1964 in Cazis) war ein Schweizer Maler und Graphiker.

## Leben

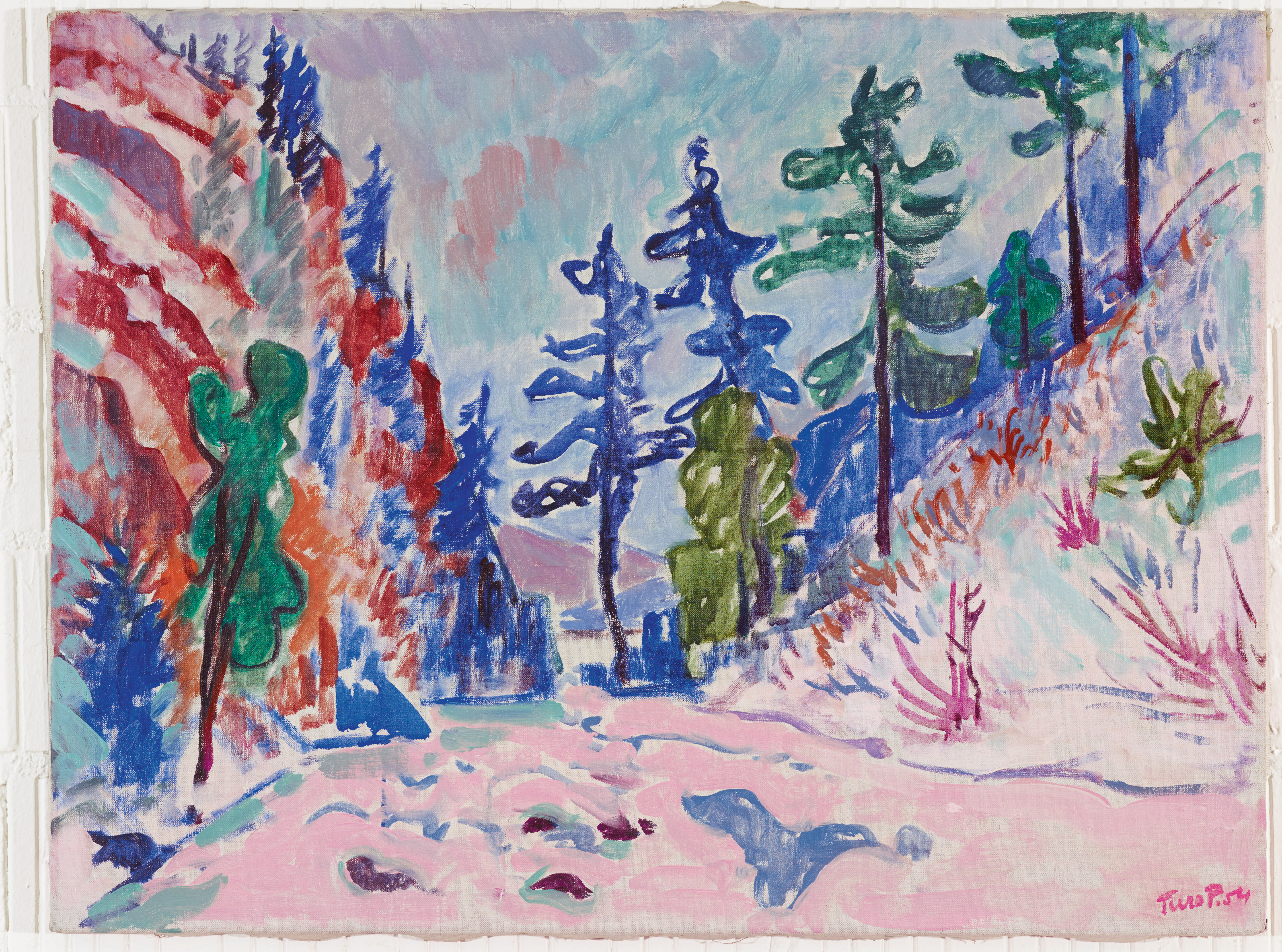
Turo Pedretti: Innschlucht (1954)

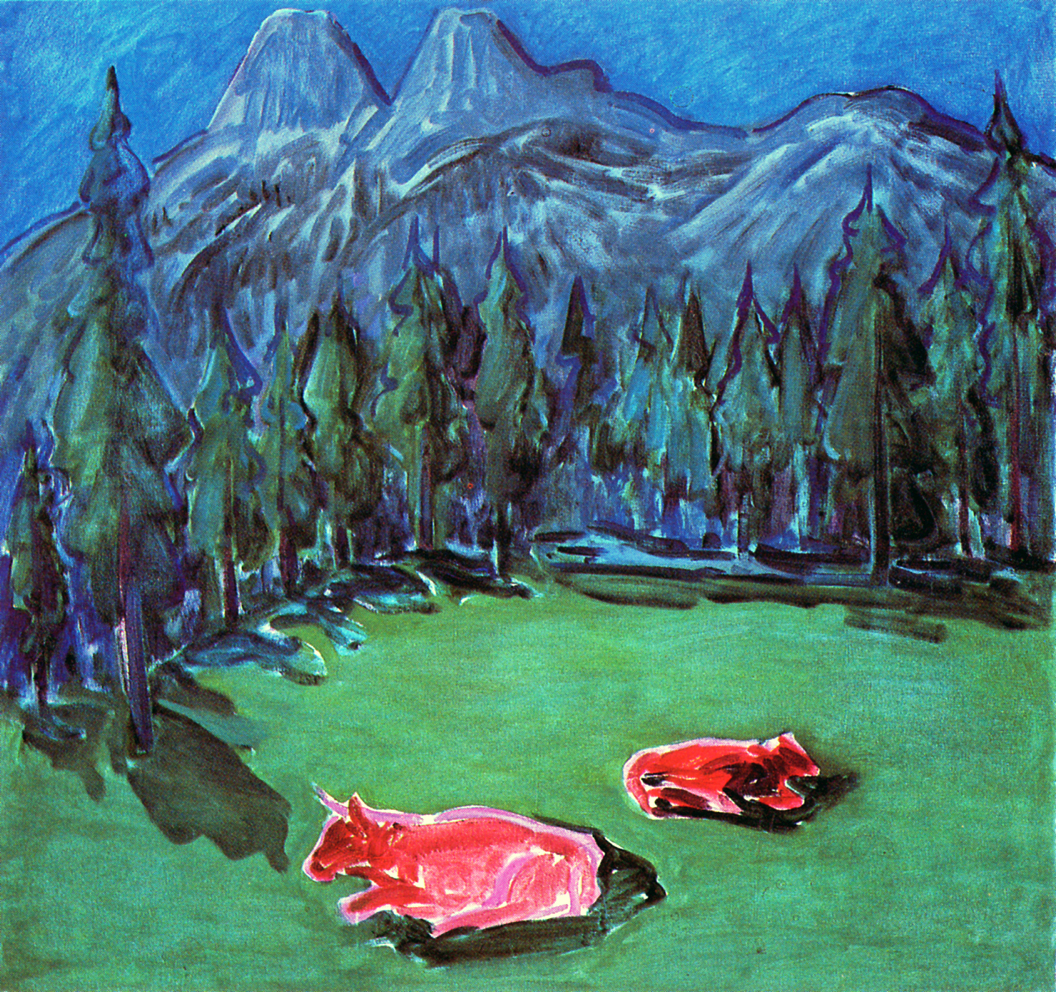
Turo Pedretti: Kühe im Mondlicht (1960)

Arturo Pedretti wuchs als Sohn eines italienischen Dekorationsmalers in Samedan im Oberengadin auf und kam dadurch schon früh mit der zeitgenössischen Malerei, insbesondere mit der des Giovanni Segantini, in Kontakt. Von 1912 bis 1916 besuchte er die Kunstgewerbeschule Zürich und machte danach eine Lehre als Dekorationsmaler. Ab 1915 arbeitete er beim mit ihm befreundeten Bildhauer Werner F. Kunz in dessen Atelier in Zürich-Hottingen. 1916 erhielt Pedretti das Schweizer Bürgerrecht.
1917 hatte er seine erste Ausstellungsbeteiligung. Giovanni Giacometti förderte seinen Entschluss freier Künstler zu werden, 1922 hielt er sich zum Studium in Paris und London auf. Er heiratete 1923 die aus Basel stammende Sängerin Marguerite His und zog zurück ins Engadin. Sie hatten drei Kinder: Giuliano Pedretti (1924–2012), Bildhauer, Gian Pedretti (geb. 1926), Maler, und Ladina Jaecklin-Pedretti (geb. 1937).
Zu seinen Vorbildern gehörten Edvard Munch, Henri Matisse, Cuno Amiet und Ernst Ludwig Kirchner. Er hatte eine Malerfreundschaft mit Alfred Heinrich Pellegrini. In den 1930er-Jahren begann das Bündner Kunstmuseum, Werke von ihm zu kaufen. Im Januar 1951 zerstörte ein Lawinenniedergang in Samedan das Wohnhaus, das Atelier und zahlreiche Bilder Pedrettis. Darauf zog die Familie nach Celerina.
Pedretti malte in Öl Landschaften und figürliche Kompositionen, auch Aquarelle, Wandmalereien, und fertigte Entwürfe für Mosaiken, so für das Kantonsspital in Chur. Er gilt als wichtiger Vertreter der fauvistischen und expressionistischen Landschaftsmalerei der Schweiz.
Grössere Retrospektiven fanden erst postum 1965 und 1984 im Bündner Kunstmuseum Chur sowie 1974 in St. Moritz statt.
In der Kunsthalle Basel wurden 1966 in einer Gedächtnisausstellung Werke von Jean Jacques Lüscher und Pedretti gezeigt. 2014 erschien über Turo Pedretti eine Monografie mit Werkverzeichnis und 2015 folgte eine Ausstellung im Kunstmuseum Solothurn.